# Koniuchy (sielsowiet Skidel)
Koniuchy (biał. Канюхі; ros. Конюхи) – wieś na Białorusi, w obwodzie grodzieńskim, w rejonie grodzieńskim, w sielsowiecie Skidel. Leży nad rzeką Kotrą. 

## Historia
Koniuchy należały do ekonomii grodzieńskiej. Odpadły od Rzeczypospolitej w wyniku III rozbioru. Znalazły się w utworzonym powiecie grodzieńskim, guberni grodzieńskiej Imperium Rosyjskiego w gminie Jeziory.
W latach 1921–1939 wieś leżała w Polsce, w województwie białostockim, w powiecie grodzieńskim, w gminie Jeziory.
Według Powszechnego Spisu Ludności z 1921 roku zamieszkiwały tu 204 osoby, 5 było wyznania rzymskokatolickiego a 199 prawosławnego, wszyscy mieszkańcy deklarowali polską przynależność narodową. Było tu 46 budynków mieszkalnych.
Miejscowość należała do parafii prawosławnej w Hołowaczach i rzymskokatolickiej w Kaszubińcach. Podlegała pod Sąd Grodzki w Skidlu i Okręgowy w Grodnie; właściwy urząd pocztowy mieścił się w Skidlu.
W wyniku napaści ZSRR na Polskę we wrześniu 1939 miejscowość znalazła się pod okupacją sowiecką. 2 listopada została włączona do Białoruskiej SRR. 4 grudnia 1939 włączona do nowo utworzonego obwodu białostockiego. Od czerwca 1941 roku pod okupacją niemiecką. 22 lipca 1941 r. włączona w skład okręgu białostockiego III Rzeszy. W 1944 miejscowość została ponownie zajęta przez wojska sowieckie i włączona do obwodu grodzieńskiego Białoruskiej SRR.
Od 1991 r. w składzie niepodległej Białorusi.